# Karl Hartwig
Johann Christian Karl Hartwig (* 9. Januar 1881 in Mehlen; † 13. Januar 1958 ebenda) war ein deutscher Landwirt und Politiker (Waldeckscher Landeswahlverband, Landbund).
Hartwig war der Sohn des Gutsbesitzers Louis Hartwig und dessen Ehefrau Louise geborene Süring. Er heiratete am 2. März 1921 in Twiste Elisabeth Anna Wever. Hartwig lebte als Landwirt in Mehlen. 1922 bis 1925 (für den Waldeckschen Landeswahlverband) und 1925 bis 1929 (für den Landbund) war er Abgeordneter der Waldecker Landesvertretung.